# ユージン・ジャーヴィス

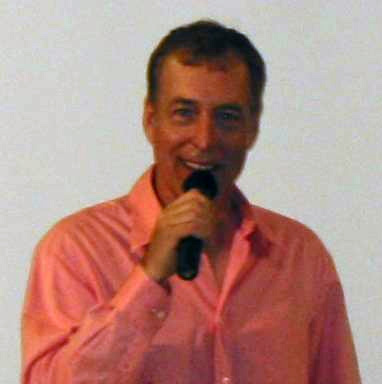
ユージン・ジャーヴィス（2006年）

ユージン・ジャーヴィス（Eugene Jarvis, 1955年 - ）はアメリカのゲームデザイナー。カリフォルニア州パロアルト出身。
アタリのワイドフリッパーピンボールのデザイナーだったが（このゲームについては「ピンボール」を参照）、大手メーカーを圧倒できなかったため短期間でピンボール事業が打ち切られたので退職、ウィリアムスに転職する。
同様にピンボールデザインとプログラムを手がけつつ、フリッパー『ゴーガー』ではピンボール業界初の音声合成を使用した。この技術力が引き金となった同社のテレビゲーム再参入では、スクロール式シューティングゲームとしては世界初の『ディフェンダー』（1980年）を発表。これで翌年ゲームオブザイヤーを受賞する。
だが会社の待遇に不満があるとして、仲間と共に退職、独立したゲーム製作グループ(VID Kids)を設立。続編『スターゲート』はVID Kidsから発売された。
その後も精力的な製作ペースを維持しつつ、2001年にRaw Thrills社を設立した。
2005年にはIGDA（国際ゲーム開発者協会）の最高名誉賞であるゲーム・デベロッパーズ・チョイス・アワード生涯功労賞を受賞した。

## 代表作品
アーケードゲーム
- ディフェンダー
- ロボトロン2084
- ブラスター
- NARC
- スマッシュT.V.
- Cruis'nシリーズ
- Target: Terror